# جيمس ماكارثر
جيمس آرثر (بالإنجليزية: James MacArthur)‏ (و. 1937 – 2010 م) هو ممثل، وممثل مسرحي، وممثل تلفزيوني، من الولايات المتحدة الأمريكية، ولد في لوس أنجلوس، توفي في جاكسونفيل، فلوريدا، عن عمر يناهز 73 عاماً.

## التعليم
تعلم في جامعة هارفارد.

## جوائز
حصل على جوائز منها:
- جائزة المسرح العالمي (1961).[3]

## وصلات خارجية
- جيمس ماكارثر على موقع IMDb (الإنجليزية)
- جيمس ماكارثر على موقع ألو سيني (الفرنسية)
- جيمس ماكارثر على موقع قاعدة بيانات برودواي على الإنترنت (الإنجليزية)
- جيمس ماكارثر على موقع قاعدة بيانات الأفلام السويدية (السويدية)
- جيمس ماكارثر على موقع إن إن دي بي (الإنجليزية)
- جيمس ماكارثر على موقع قاعدة بيانات الفيلم (الإنجليزية)